# Sjöpanträtt
Sjöpanträtt i fartyg  gäller till säkerhet för en sådan fordran mot redaren som kan hänföras till fartyget och som avser:
1. lön och annan gottgörelse till befälhavaren eller någon annan ombordanställd på grund av dennes anställning på fartyget,
2. hamn-, kanal- och annan vattenvägsavgift samt lotsavgift,
3. ersättning med anledning av personskada som uppkommit i omedelbart samband med fartygets drift,
4. ersättning med anledning av sakskada som uppkommit i omedelbart samband med fartygets drift, förutsatt att fordringen inte kan grundas på avtal, och
5. bärgarlön, ersättning för avlägsnande av vrak och bidrag till gemensamt haveri.

Punkt 3 och 4 gäller dock inte ersättning för radiologisk skada. Sjöpanträtt gäller även i last. Förmånsrätt gäller enligt förmånsrättslagen. Preskription inträder efter ett år.